# Arūnas Degutis
Arūnas Degutis (ur. 26 lipca 1958 w Kownie) – litewski polityk, przedsiębiorca, były deputowany do Parlamentu Europejskiego, były poseł na Sejm.

## Życiorys
W 1981 ukończył studia ekonomiczne na Uniwersytecie Wileńskim. Początkowo pracował w komisji kontroli i audytu w litewskiej organizacji spółdzielczej, następnie od 1985 do 1987 był instruktorem w kompleksie sportowym w Kownie, a w latach 1988–1990 ekonomistą w przedsiębiorstwie rzeźbiarskim.
W 1988 zajął się działalnością polityczną, przystępując do niepodległościowego Sąjūdisu. Redagował związane z tym ruchem pismo „Sajūdžio Naujienų”. Sprawował mandat poselski w Radzie Najwyższej kadencji 1990–1992, będąc jednym z sygnatariuszy aktu niepodległości z 11 marca 1990.
Od 1992 działał w biznesie, zajmując kierownicze stanowiska w spółkach prawa handlowego. W drugiej połowie lat 90. należał do Amerykańskiej Izby Handlowej. Pomiędzy 1999 a 2001 doradzał premierowi Litwy i burmistrzowi Wilna w zakresie inwestycji zagranicznych.
W 2004 wszedł w skład władz krajowych Partii Pracy. W tym samym roku z ramienia tego ugrupowania został wybrany do Parlamentu Europejskiego. Należał do grupy parlamentarnej Porozumienia Liberałów i Demokratów na rzecz Europy. Od 2007 bezpartyjny, w 2009 nie ubiegał się o reelekcję.